# Big Stan
Big Stan (Alternativtitel Big Stan – Kleiner Arsch ganz groß!) ist ein US-amerikanischer Spielfilm aus dem Jahr 2007. Die Regie führte Rob Schneider, der auch die Titelrolle spielte.

## Handlung
Der Immobilienmakler Stan wird wegen Betrugs zu drei Jahren Haft verurteilt. Er hat sechs Monate Zeit, bis er die Strafe antreten muss. Aus Angst, im Gefängnis vergewaltigt zu werden, versucht er Karate zu lernen. Dabei lernt er „Den Meister“ kennen, der ihn in verschiedenen Kampfkünsten unterrichtet.
Im Gefängnis angekommen, legt sich Stan mit dem gefährlichsten Insassen an, den er zusammenschlägt und sich so den Respekt der anderen Häftlinge sichert. Der korrupte Gefängnisdirektor Gasque verspricht Stan, dass er bereits nach einem Jahr entlassen wird, wenn er Gasque bei dessen Plänen hilft, das Gefängnis zu schließen, um auf dem Gelände mit Hilfe koreanischer Mafiosi eine Luxus-Wohnanlage zu errichten. Stan, der unter den Gefangenen die Regentschaft übernommen und dafür gesorgt hat, dass die Kämpfe zwischen den rivalisierenden Gangs aufgehört haben, willigt in den Vorschlag ein.
Als Stan erfährt, dass Gasque einen Gefangenenaufstand anzetteln will, der blutig niedergeschlagen werden soll, um so die Schließung des Gefängnisses zu erreichen, ändert er seine Meinung und lässt Gasques Plan scheitern. Er muss in der Folge zwar die vollen drei Jahre absitzen, hat aber dafür gesorgt, dass es im Gefängnis friedlich bleibt und Gasque selber als Gefangener einsitzt.

## Hintergrund
Big Stan wurde im kalifornischen Stockton gedreht. In Deutschland kam der Film am 25. Juni 2009 in die Kinos und erschien am 30. Oktober 2009 auf DVD.

## Synchronisation
Big Stan wurde von der Splendid Synchron synchronisiert. Die Dialogregie führte Sven Hasper, der auch das Dialogbuch schrieb.
| Darsteller         | Deutscher Sprecher    | Rolle           |
| ------------------ | --------------------- | --------------- |
| Rob Schneider      | Dennis Schmidt-Foß    | Big Stan        |
| David Carradine    | Frank Glaubrecht      | Der Meister     |
| Jennifer Morrison  | Tanja Dohse           | Mindy           |
| Scott Wilson       | Hans-Werner Bussinger | Direktor Gasque |
| M. Emmet Walsh     | Jochen Schröder       | Lew Popper      |
| Henry Gibson       | Hans-Gerd Kilbinger   | Shorts          |
| Jackson Rathbone   | Simon Roden           | Robbie          |
| Bob Sapp           | Tilo Schmitz          | Big Raymond     |
| Brandon T. Jackson | Dirk Stollberg        | Deshawn         |
| Randy Couture      | Andreas Müller        | Carnahan        |
| Buddy Lewis        | Jörg Hengstler        | Cleon           |
| Peter Mark Vasquez | Abelardo Decamilli    | Juanito         |
| Chico Corrales     | Daniel Montoya        | Julio           |
| Salvator Xuereb    | Peter Flechtner       | Patterson       |
| Jim Cody Williams  | Karl Schulz           | Tyler           |

## Rezeption
Nach Angaben der Filmwebseite Rotten Tomatoes hinterließ nur eine der neun untersuchten Filmkritiken ein positives Urteil, was einer Wertung von 11 % entspricht.
Das Lexikon des internationalen Films urteilt: „Dümmliche Komödie, die auf die latente Homophobie eines puritanischen Publikums abzielt und deren geschmacklose Gags nur von dilettantisch inszenierten Martial-Arts-Szenen unterbrochen werden.“